# Спринг Хоуп (Северна Каролина)
Спринг Хоуп (енгл. Spring Hope) град је у америчкој савезној држави Северна Каролина.

## Демографија
По попису из 2010. године број становника је 1.320, што је 59 (4,7%) становника више него 2000. године.
| Група             | 2000.       | 2010.       |
| Белци             | 627 (49,7%) | 610 (46,2%) |
| Афроамериканци    | 540 (42,8%) | 620 (47,0%) |
| Азијати           | 2 (0,2%)    | 7 (0,5%)    |
| Хиспаноамериканци | 92 (7,3%)   | 55 (4,2%)   |
| Укупно            | 1.261       | 1.320       |